# Orchestre symphonique Tchaïkovski de la Radio de Moscou
L'Orchestre symphonique Tchaïkovski de la Radio de Moscou est l'un des principaux orchestres symphoniques de Russie

## Histoire
Fondé en 1930 sous l'appellation d'Orchestre symphonique de la Radio de Moscou, les concerts de la nouvelle formation sont radiodiffusés sur l'ensemble du territoire de l'URSS. En 1993, après la dissolution de l'URSS, l'orchestre acquiert son nom actuel en hommage au compositeur russe Tchaikovski.  
L'actuel directeur musical est Vladimir Fedosseïev qui occupe ce poste depuis 1974.
Pendant les années soviétiques, l'orchestre a été connu sous différents noms, tel Orchestre symphonique de la Radio et de la Télévision d'État de l'URSS, Orchestre symphonique de la Radio d'État de l'URSS ou Orchestre symphonique de la Radio et de la Télévision des soviets réunis.

## Directeurs musicaux
- Alexandre Orlov (en) (1930–1937)
- Nikolaï Golovanov (1937–1953)
- Alexandre Gaouk (1953–1961)
- Guennadi Rojdestvenski (1961–1974)
- Vladimir Fedosseïev (depuis 1974)